# 부여 태양리 고인돌군
구룡 태양리 고인돌군은 충청남도 부여군 구룡면에 있다. 2001년 1월 3일 부여군의 향토문화유산 제35호로 지정되었다.

## 개요
태양1리와 태양2리를 연결하는 소로에 의해 산자락이 잘린 속칭 '쟁재고개' 위에 위치하고 있다. 이 곳은 표고 39m의 구릉의 서쪽 부분에 해당되는 곳으로서 이 구릉 전체가 청동기시대의 취락지이다. 따라서 고인돌이 위치한 이 일대는 이 취락지 내에 분묘 조성 공간에 해당되는 곳으로 추정된다.
고인돌의 형태는 지상에 상석만이 노출된 개석식인데, 7기 각각의 상석 크기는 다음과 같다.
- 1호 : 130×250×60cm
- 2호 : 190×160×30cm
- 3호 : 210×280×90cm
- 4호 : 280×150×50cm
- 5호 : 160×160×60cm
- 6호 : 220×150×50cm
- 7호: 170×150×40cm